# Belén Barreiro
Belén Barreiro Pérez-Pardo (1968) es una socióloga y empresaria española que desempeñó la presidencia del Centro de Investigaciones Sociológicas (CIS) entre 2008 y 2010.

## Biografía
Nacida el 13 de mayo de 1968 en Madrid, se doctoró en Ciencia Política, Sociología y Antropología Social por la Universidad Autónoma de Madrid (UAM) y cursó un máster en Ciencias Sociales en el Instituto Juan March. Ha publicado diversas investigaciones y ensayos, que pueden consultarse en: https://dialnet.unirioja.es/servlet/autor?codigo=196106
Durante el primer gobierno de José Luis Rodríguez Zapatero fue Vocal Asesor del Departamento de Análisis y Estudios del Gabinete del Presidente del Gobierno de España, en La Moncloa. Nombrada en mayo de 2008 presidenta del Centro de Investigaciones Sociológicas (CIS) en sustitución de Fernando Vallespín, ejerció el cargo hasta septiembre de 2010, cuando fue relevada por Ramón Ramos. Poco después, en noviembre de 2010 fue designada nueva directora del laboratorio de ideas de la Fundación Alternativas, vinculada al PSOE, en sustitución de Juan Manuel Eguiagaray. En 2012 fundó la empresa demoscópica MyWord, posteriormente renombrada como 40dB.